# District Groznenski
Het district Groznenski (Russisch: Грозненский район, Groznenski rajon, Tsjetsjeens: Соьлжа-ГӀалин кӀошт, Sölƶa-Ġalan khoşt) is een van de 15 bestuurlijke districten in het midden van Tsjetsjenië. Belangrijke steden in het gebied zijn Grozny (de hoofdstad van Tsjetsjenië) en Dachu-Borzoy. Het district heeft een oppervlakte van 1.600 vierkante kilometer en een inwonertal van 118.347 in 2010.
Bestuurlijk centrum: Grozny

Steden: Argoen · Goedermes · Sjali · Oeroes-Martan

Districten: Atsjchoj-Martanovski · Goedermesski · Groznenski · Itoem-Kalinski · Koertsjalojevski · Nadterezjni · Naoerski · Nozjaj-Joertovski · Oeroes-Martanovski · Soenzjenski · Sjalinski · Sjarojski · Sjatojski · Sjelkovskoj · Vedenski